# Agrestis
Agrestis er et latinsk adjektiv dannet til substantivet ager, = "mark". Det betyder derfor "det, som er knyttet til marken" eller bare "mark-". Ordet bruges ofte som artsepitet i botaniske og zoologiske navne, hvor det henviser til den markbiotop, hvor arten hører hjemme.
Når ordet beskriver navne i intetkøn, bliver det bøjet og ændres til agreste.